# Olympische Sommerspiele 2020/Wasserspringen – 10 m Synchronspringen (Frauen)
Das 10-m-Synchronspringen der Frauen bei den Olympischen Spielen 2020 in Tokio fand am 27. Juli 2021 im Tokyo Aquatics Centre statt.

## Titelträger
| Olympiasiegerinnen | Chen Ruolin / Liu Huixia | 354,00 | Rio de Janeiro 2016 |
| Weltmeisterinnen   | Lu Wei / Zhang Jiaqi     | 345,24 | Gwangju 2019        |

## Qualifizierte Nationen
| Qualifikationswettbewerb        | Datum             | Ort          | Plätze | Qualifizierte NOKs |
| ------------------------------- | ----------------- | ------------ | ------ | ------------------ |
| Gastgeber                       | 7. September 2013 | Buenos Aires | 1      | Japan              |
| Schwimmweltmeisterschaften 2019 | 12.–28. Juli 2019 | Gwangju      | 3      | China              |
| Schwimmweltmeisterschaften 2019 | 12.–28. Juli 2019 | Gwangju      | 3      | Malaysia           |
| Schwimmweltmeisterschaften 2019 | 12.–28. Juli 2019 | Gwangju      | 3      | Vereinigte Staaten |
| Weltcup 2021                    | 1.–6. Mai 2021    | Tokio        | 4      | Deutschland        |
| Weltcup 2021                    | 1.–6. Mai 2021    | Tokio        | 4      | Großbritannien     |
| Weltcup 2021                    | 1.–6. Mai 2021    | Tokio        | 4      | Kanada             |
| Weltcup 2021                    | 1.–6. Mai 2021    | Tokio        | 4      | Mexiko             |
| Gesamt                          | Gesamt            | Gesamt       | 8      | 8                  |

## Finale
| Platz | Name                              | Nation             | Sprung | Sprung | Sprung | Sprung | Sprung | Sprung |
| Platz | Name                              | Nation             | 1      | 2      | 3      | 4      | 5      | Punkte |
| ----- | --------------------------------- | ------------------ | ------ | ------ | ------ | ------ | ------ | ------ |
| 1     | Chen Yuxi Zhang Jiaqi             | China              | 53,40  | 57,60  | 81,90  | 86,40  | 84,48  | 363,78 |
| 2     | Delaney Schnell Jessica Parratto  | Vereinigte Staaten | 45,00  | 46,80  | 70,20  | 70,08  | 78,72  | 310,80 |
| 3     | Gabriela Agúndez Alejandra Orozco | Mexiko             | 47,40  | 43,80  | 69,30  | 68,16  | 71,04  | 299,70 |
| 4     | Meaghan Benfeito Caeli McKay      | Kanada             | 49,20  | 51,60  | 71,04  | 51,48  | 75,84  | 299,16 |
| 5     | Tina Punzel Christina Wassen      | Deutschland        | 46,80  | 47,40  | 69,12  | 58,50  | 71,04  | 292,86 |
| 6     | Matsuri Arai Minami Itahashi      | Japan              | 46,20  | 48,00  | 64,68  | 71,10  | 61,44  | 291,42 |
| 7     | Eden Cheng Lois Toulson           | Großbritannien     | 43,20  | 47,40  | 58,50  | 71,04  | 69,12  | 289,26 |
| 8     | Pandelela Rinong Leong Mun Yee    | Malaysia           | 50,40  | 49,80  | 54,90  | 64,32  | 58,56  | 277,98 |